# Daniel Alonso
Daniel Alonso (Tupã, 17 de agosto de 1966) é um empresário, político brasileiro e ex-prefeito da cidade de Marília. É filiado ao Partido Liberal (PL). Exerceu dois mandatos à frente do Poder Executivo do município, entre 2017 e 2024.

## Biografia
O mais velho de cinco irmãos, Daniel Alonso entrou para o mercado de trabalho no começo da década de 80, quando surgiu a oportunidade de trabalhar com pastagens de braquiária, o que no início deu certo. Fez financiamentos para aumentar os recursos e investir na nova empreitada, mas perdeu todo o trabalho para pragas, o que o fez recomeçar do zero.
Em 1988, em Marília, Alonso se tornou sócio de um tio em uma loja de materiais para construção. Dois anos mais tarde, em 1990, adquiriu um terreno e fundou a loja "Casa Sol", que atualmente comercializa materiais de construção e decorações.
É casado com Selma Regina Mazzucchelli Alonso. Tem três filhos: Daiane, Diego e Daniele. Esta, conhecida como Dani Alonso, é deputada estadual por São Paulo, eleita para o cargo em 2022, com 80.337 votos.

## Carreira política
Alonso ingressou para a política, de forma mais expressiva, a partir de 2012, quando figurou como candidato pelo Partido da Social Democracia Brasileira (PSDB) para a prefeitura de Marília. Na ocasião, ficou em terceiro lugar na disputa, com 19,28% dos votos válidos.
Em 2016, candidatou-se novamente para a prefeitura, desta vez saindo-se vitorioso, com 45,25% dos votos válidos da disputa. Foi a primeira vez em que foi eleito para um cargo público.

### Primeiro mandato (2017-2020)

#### Balanço do primeiro ano
Em entrevista ao portal "Marília Notícias", em dezembro de 2017, oportunidade na qual fez um balanço do primeiro ano de gestão, Alonso destacou o aumento do vale-alimentação para servidores públicos, o qual passou de R$ 125,00 para R$ 250,00. Conjuntamente, destacou ações na área de zeladoria urbana, saúde e educação. Reconheceu também atrasos nos repasses previdenciários municipais, alegando problemas orçamentários e esgotamento de recursos, advindos do Instituto de Previdência do Município de Marília (Ipremm), alvo de sindicância e investigações pelos órgãos locais por um déficit estimado à época em R$ 120 milhões, informação divulgada pelo próprio instituto.

#### CPI da carne estragada
Em janeiro de 2018, a prefeitura informou que encontrara comida fora do prazo de validade na cozinha-piloto, que preparava a merenda destinada às escolas municipais.
No dia 15 de fevereiro do mesmo ano, a Câmara de Marília aprovou uma Comissão Parlamentar de Inquérito (CPI) para investigar a comida estragada, a qual totalizou sete toneladas de carne imprópria para consumo tiveram que ser descartadas. A suspeita dos membros é de que o alimento tenha estragado por ter sido descongelado, moído e congelado novamente. Daniel Alonso foi ouvido pela comissão em junho e negou a acusação do ex-secretário de educação, Roberto Cavallari, o qual afirmou que o prefeito tinha conhecimento dos problemas que a câmara fria da cozinha-piloto vinha apresentando e que a decisão de recongelar a carne fora tomada junto com o prefeito. Cavallari deixou o governo em janeiro do mesmo ano, dias antes do comunicado oficial da prefeitura sobre a questão da comida vencida. O relatório final da CPI concluiu que o prefeito Daniel Alonso e Roberto Cavallari cometeram atos que poderiam ser enquadrados como improbidade administrativa.
Posteriormente, em abril de 2024, o Tribunal de Contas do Estado de São Paulo (TCE-SP) aplicou uma multa de mais de R$ 7 mil contra Daniel Alonso, Roberto Cavallari Filho e Dolores Domingos Viana Locatelli, ex-coordenadora da cozinha-piloto. Os três membros da administração municipal foram responsabilizados pela perda das sete toneladas do produto, com prejuízo estimado acima de R$ 161 mil.

#### Dívidas da EMDURB
No final de 2018, Alonso conseguiu, em conjunto com a Procuradoria Geral do Município, o parcelamento dos precatórios da Empresa Municipal de Mobilidade Urbana (EMDURB). A negociação efetivou a rolagem da dívida para 2020. Com essa ação, Marília desbloqueou verbas do Fundo de Participação dos Municípios (FPM), no total de R$ 911 mil.

#### Processo por improbidade administrativa
Foi condenado em primeira instância, em novembro de 2019, junto do secretário municipal de Cultura, por improbidade administrativa. O motivo da condenação foi a dispensa de licitação para a contratação de seguranças para apoio de eventos, com o custo de R$ 13,4 mil. A ação, entretanto, foi julgada improcedente pelo Tribunal de Justiça do Estado de São Paulo (TJ-SP), resultando na absolvição de ambos, em julho de 2020.

#### Início da pandemia de Covid-19
No dia 20 de março de 2020, seguindo o governo do Estado de São Paulo, Daniel Alonso decretou Estado de Calamidade Pública em Marília, suspendendo atividades não essenciais, como medida de enfrentamento à pandemia de Covid-19. Em junho, afirmou que não iria seguir a orientação do governo do estado, que havia anunciado em coletiva a reclassificação das regiões do estado nas medidas de flexibilização das atividades econômicas. Com a avaliação, a região de Marília havia sido rebaixada da fase 2 (laranja) para a fase 1 (vermelha) no Plano São Paulo, a mais restritiva e que permitia apenas o funcionamento de serviços essenciais. A decisão tomou por base uma liminar judicial, que nos permitia as cidades definir o próprio processo de flexibilização, a despeito da classificação emitida pelo governo estadual.
Apesar disso, classificou por decreto a cidade na fase 1 (vermelha), ainda em junho, após o Supremo Tribunal Federal (STF) derrubar liminar que autorizava Marília a definir a própria quarentena.

#### Vitória na reeleição
Candidato a um segundo mandato pelo PSDB, Daniel Alonso foi reeleito prefeito de Marília em 11 de novembro de 2020, com 50,43% dos votos, o que corresponde a 55.060 dos votos válidos. Após a divulgação do resultado, Alonso fez o seguinte pronunciamento, divulgado pela TV TEM, afiliada da TV Globo: "Agradecer o reconhecimento da população de Marília na sua maioria que soube reconhecer, em primeiro lugar, o nosso trabalho, a nossa luta, os nossos desafios, as conquistas e realizações desses quatro anos. E nos confiou, através da nossa proposta de trabalho, mais quatro anos que serão desafiadores".

#### Tratamento de esgoto
Em dezembro de 2021, inaugurou a estação da Bacia do Palmital, a última de três etapas do sistema de tratamento que já tinha em funcionamento as bacias do Pombo e do Barbosa. Com isso, o município alcançou a marca de 100% no tratamento de esgoto.

### Segundo mandato (2021-2024)

#### Intensificação da pandemia e início da vacinação
No dia 15 de janeiro de 2021, a região de Marília foi mais uma vez classificada para a fase vermelha do Plano São Paulo, devido à ocupação de 85% dos leitos das Unidades de Terapia Intensiva (UTI). Daniel Alonso atribuiu o aumento nos casos de coronavírus às festas de fim de ano, com descumprimento das medidas de segurança por parte da população. Em entrevista ao Bom Dia São Paulo, disse teria mais 45 leitos de UTI, o que aumentaria em 25% a capacidade total da região à época.

Alonso cumpriu as determinações da fase vermelha, emitindo um decreto proibindo os serviços não essenciais. Contudo, a decisão desagradou setores empresariais, os quais organizaram um protesto reivindicando a abertura do comércio e a flexibilização das regras. Em nota, a prefeitura informou que recebeu representantes e diversos empresários para ouvir as demandas.

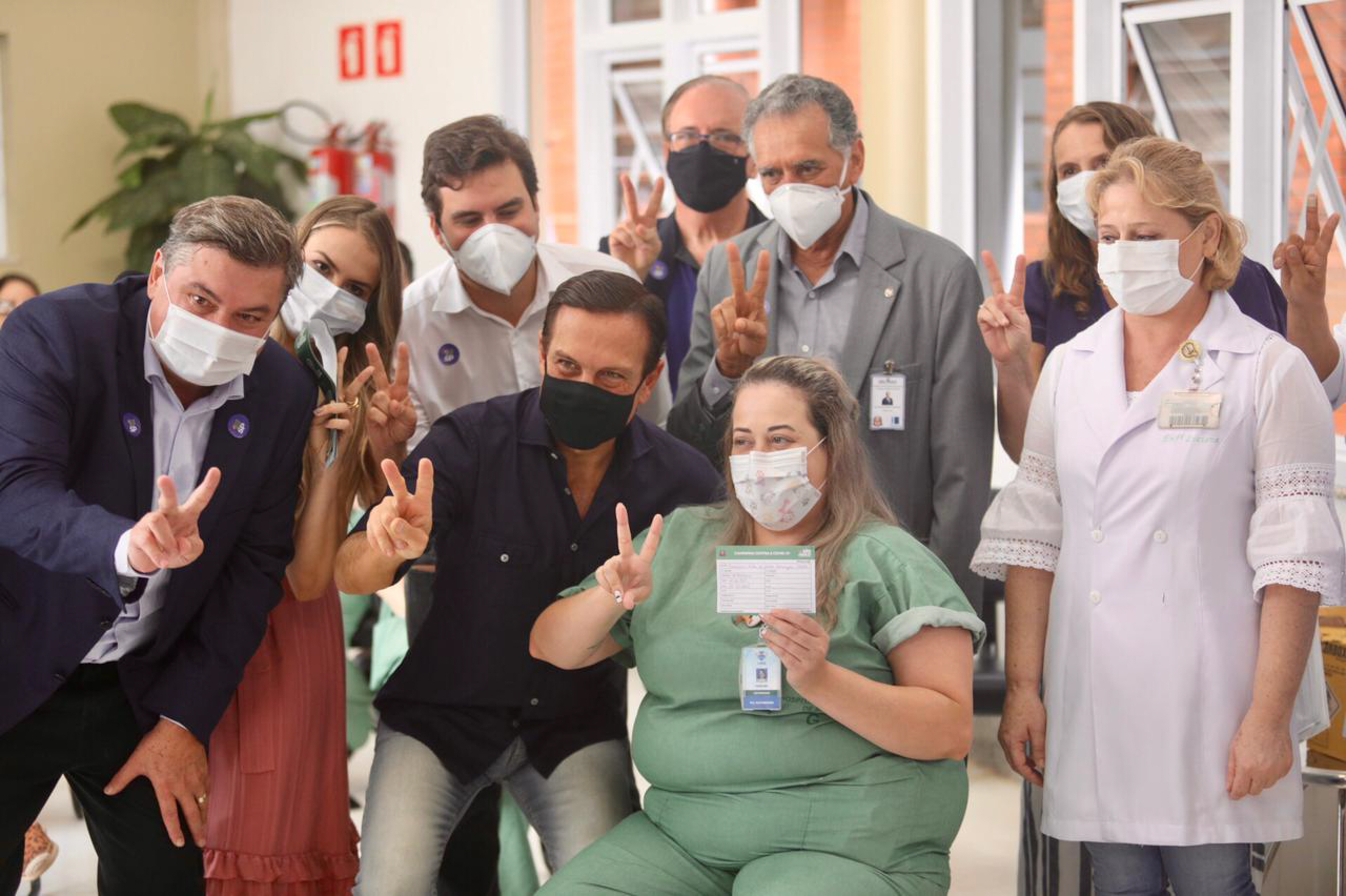
Primeira imunizada em Marília junto ao prefeito Daniel Alonso, o governador João Dória e outras autoridades locais.

Em 19 de janeiro de 2021, a primeira mariliense foi imunizada contra a Covid-19. Na cerimônia esteve o prefeito, Daniel Alonso, junto do governador, João Dória. O programa de imunização com a CoronaVac em Marília começou dois dias depois do decreto municipal de implementação das medidas da fase vermelha. Nesse dia, os leitos de UTI na rede pública atingiram os 100% de ocupação. O Hospital das Clínicas de Marília foi o segundo hospital do centro-oeste paulista a começar a vacinação contra a Covid-19. A imunização seguiu-se mediante protocolo estabelecido pela prefeitura. O primeiro grupo vacinado foi composto por profissionais de saúde e idosos acima dos 75 anos. O próximo foi o grupo de pessoas acima dos 60 anos. O terceiro grupo foi formado de pessoas com comorbidades, e o quarto por professores, agentes de segurança e membros do sistema prisional.
No dia 15 de março de 2021, a fase emergencial da quarentena entrou em vigor em todo o Estado de São Paulo. Mais severa que a fase vermelha, a medida foi implementada em decorrência da sobrecarga dos sistemas de saúde. Ao menos 60 pacientes com Covid-19 haviam morrido esperando na fila por um leito de UTI até à metade de março no estado. Dois dias depois, a Fundação Oswaldo Cruz (Fiocruz) declarou que o sistema de saúde brasileiro havia entrado em colapso. Em resposta aos eventos adversos graves que acometiam a saúde pública nacional e local, Daniel Alonso e o secretário municipal da Saúde, Cassio Luiz Pinto Junior, anunciaram a instalação de 10 leitos temporários de apoio, em unidades de pronto atendimento da cidade. Tal expansão emergencial foi possível pela adaptação de outras alas, tais como a de pediatria, para o recebimento de pacientes com Covid-19, que, em muitos casos, aguardavam um leito na UTI. O secretário da Saúde comentou ainda a intenção de montar uma enfermaria para casos de Covid-19 com 20 leitos, em uma Unidade Saúde da Família (USF) na zona Norte da cidade.

#### CPI da Covid
No dia 3 de maio de 2021, a Câmara Municipal de Marília abriu uma CPI para investigar gastos e possíveis omissões da prefeitura durante o período de enfrentamento à pandemia de Covid-19. Daniel Alonso, o primeiro a depor na comissão, foi questionado pelos vereadores sobre temas como a compra de equipamentos e de materiais com preço elevado, como luvas e máscaras cirúrgicas, além de questionamentos sobre a abertura de leitos de UTI e o polo emergencial. Alonso respondeu a todas as perguntas.
Embora a investigação das contas relacionadas ao primeiro ano de pandemia tivesse chamado a atenção da opinião pública em seu desenrolar inicial, resultou no esvaziamento e morosidade nos meses seguintes. A comissão, que deveria ter sido concluída em 120 dias, levou mais de um ano para ser finalizada e apresentar um relatório, o qual não esclareceu o objeto de investigação inicial, com a justificativa de "insuficiência de recursos técnicos e da exiguidade de tempo para a conclusão do processo de investigação".

#### Modernização da iluminação pública
Iniciado no primeiro mandato e expandido consideravelmente no segundo, Daniel Alonso entregou uma renovação de 95,98% das luminárias públicas, substituindo as lâmpadas halógenas pelos modelos de LED. A reforma foi executada pela empresa Citeluz Serviços de Iluminação Urbana S/A, contrato que seguiu-se desde agosto de 2020.

#### Reinauguração do Bom Prato

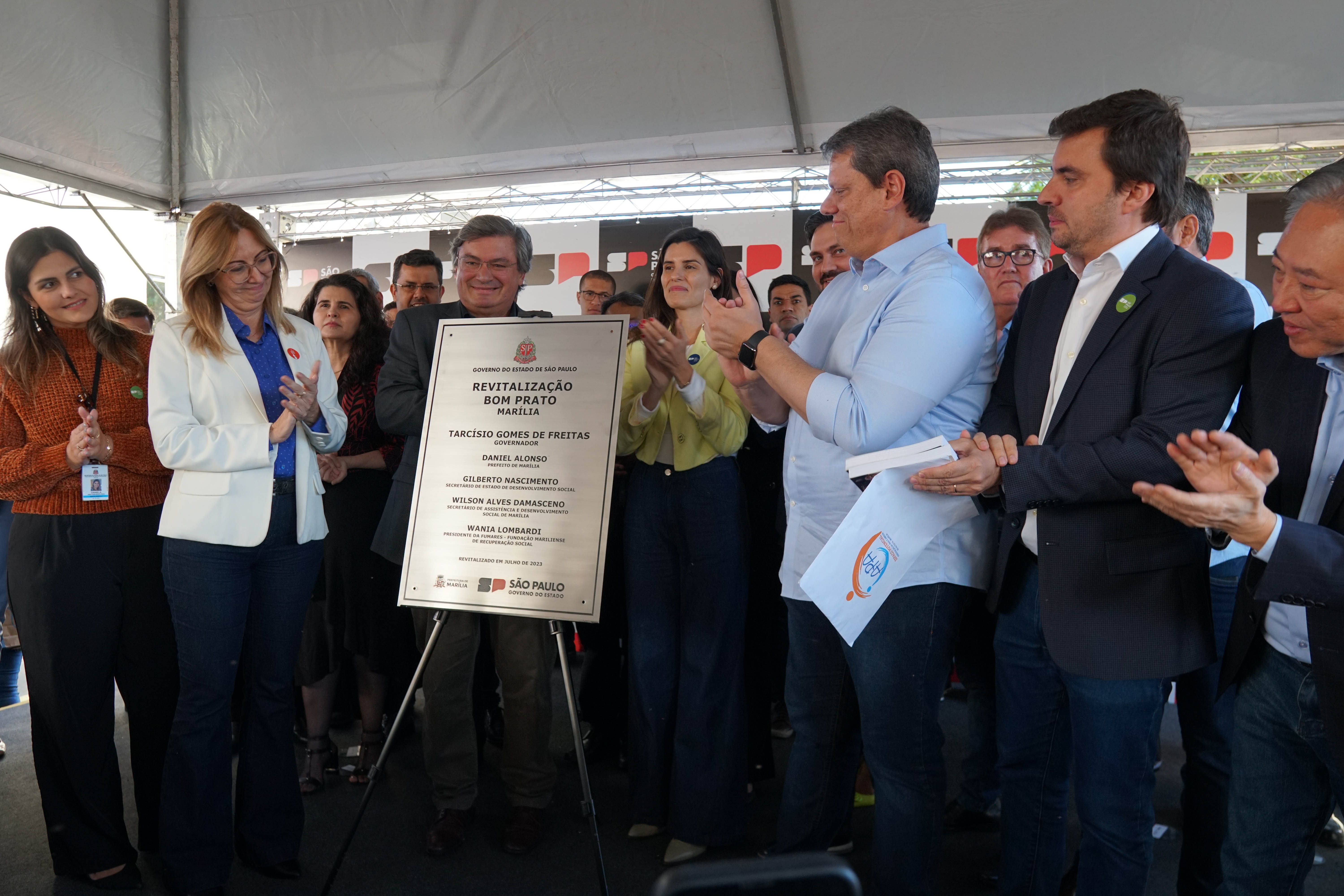
Governador Tarcísio ao lado do prefeito Daniel Alonso durante a entrega do Bom Prato.

Em 14 de julho de 2023, Alonso recebeu o governador Tarcísio de Freitas para reinauguração do restaurante popular "Bom Prato". O estabelecimento havia passado por reformas estruturais, com a instalação de forro, piso e revestimentos novos em toda a cozinha, além da adequação da parte hidráulica e elétrica. Conjuntamente, a unidade ganhara identidade visual e pintura da fachada, de acordo com o layout do Programa Bom Prato. O custo total da revitalização foi de R$ 1,1 milhão, sendo R$ 340 mil investidos pelo governo de São Paulo e R$ 105 mil pela prefeitura. Os R$ 700 mil restantes referentes à obra de adequação do prédio foram custeados pela proprietária do imóvel.
Na oportunidade, Tarcísio destacou, durante um balanço de seu governo, que Marília receberia, nos próximos meses, cerca de R$ 28 milhões em investimentos para obras de infraestrutura.